# Schwaigbach (Isar)
Der Schwaigbach, am Unterlauf  Pförreraugraben genannt, ist ein rechter Zufluss zur Isar in Freising.

## Verlauf
Der Schwaigbach entsteht als eingefasste linke Ableitung aus der Goldach beim Dorf Zengermoos der Gemeinde Moosinning; schon auf historischen Karten war er natürlich mit dieser verbunden. Er nimmt den von links kommenden Weißen Graben auf, der sein Wasser beim Goldachhof von der Goldach erhält. Nach anfangs nordwestlichem Verlauf und Ableitung des Aufhüttenbachs nach rechts vor dem Weiler Erching speist er dort den Schlossteich von Schloss Erching. Nach diesem zieht er beständig nordwärts durch die bewaldete Isaraue oder wenig entfernt vor ihrem Ostrand. Am Augsburgerhof wenig westlich des Flughafens München läuft dabei der inzwischen Pförreraugraben genannte Abzweig zurück, woraufhin der Bach selbst ebenso genannt wird. Südlich des Pförrerhofs wird der Schwimmbadgraben abgeleitet, der als Angerbach bei Riegerau in die Isar mündet. Innerhalb der Bebauungskontur von Freising mündet der Pförreraugraben nach fast 16 Kilometern in der bewaldeten Savoyerau von rechts in die Isar. 

## Galerie

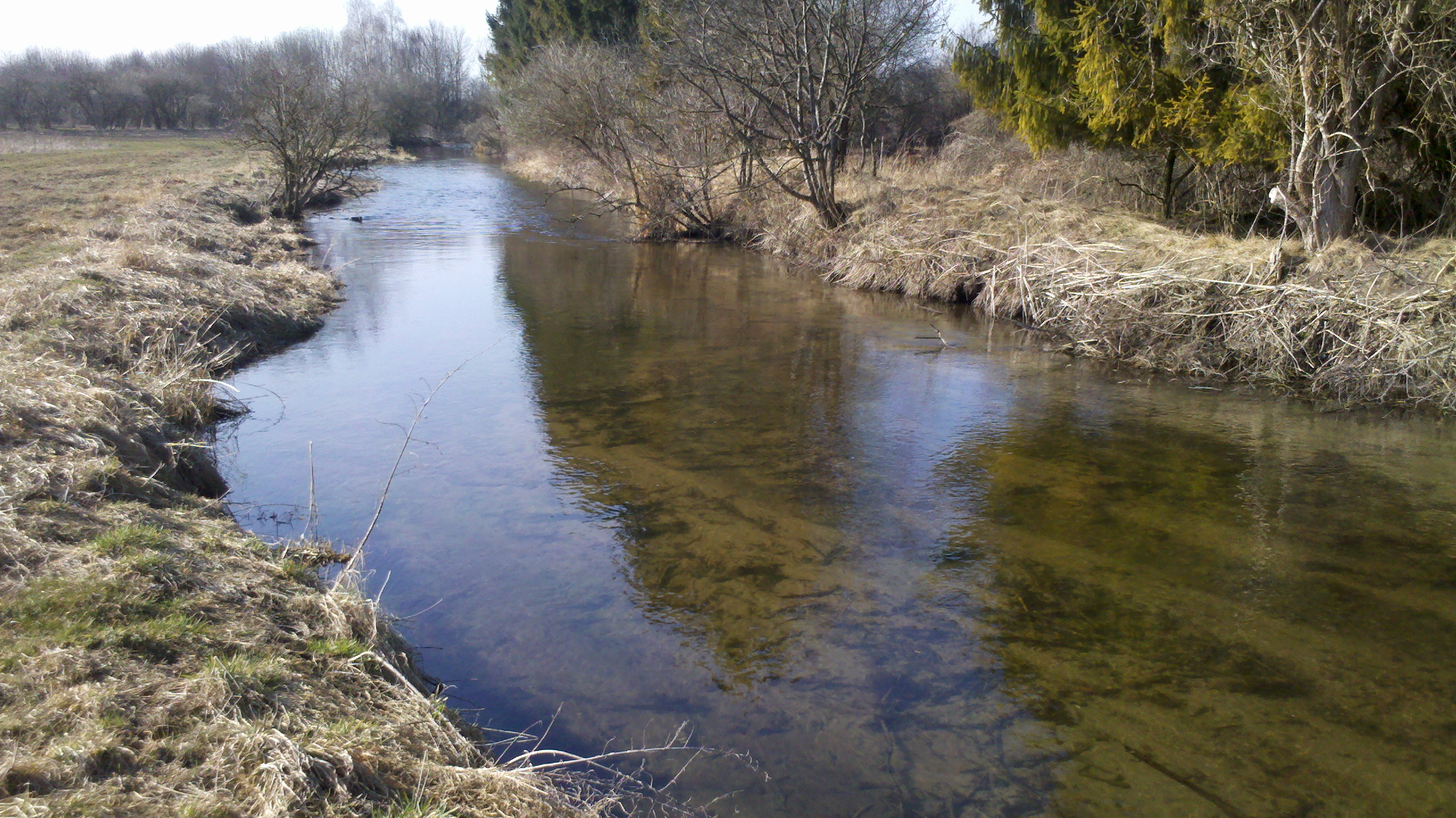
Schwaigbach bei Zengermoos